# 貴人金氏 (朝鮮肅宗)
貴人金氏（1690年—1735年），朝鮮肅宗的後宮嬪御，本貫慶州金氏，觀象監參奉金時龜之女。

## 生平
生於肅宗16年4月8日，24年（1698年）入宮為宮女，後來得到肅宗寵幸，肅宗31年（1705年）封淑媛，33年（1707年）封淑儀，36年（1710年）封貴人，病逝於英祖11年7月28日，享年46歲（虛歲）。

## 附註
1. ↑  .   [2016-04-04]. （原始内容存档于2016-04-15）.
2. ↑  .   [2016-04-04]. （原始内容存档于2016-04-15）.